# Marchala Pokrychkina (métro de Novossibirsk)
Marchala Pokrychkina (en russe : Маршала Покрышкина et en anglais : Marshala Pokryshkina) est une station de la ligne Dzerjinskaïa du métro de Novossibirsk.
Mise en service en 2000, elle est desservie par les rames de la ligne Dzerjinskaïa.

## Situation sur le réseau

Plan du métro (2017).

Établie en souterrain, la station Marchala Pokrychkina, est une station de passage de la Ligne Dzerjinskaïa du métro de Novossibirsk. Elle est située entre la station Sibirskaïa, en direction du terminus ouest Plochtchad Garina-Mikhaïlovskogo, et la station Beriozovaïa rochtcha, en direction du terminus est, Zolotaïa Niva.
Elle dispose d'un quai central encadré par les deux voies de la ligne.

## Histoire
La station Marchala Pokrychkina est mise en service le 28 décembre 2000. La station est due aux architectes A. Bernov.

## Services aux voyageurs

### Desserte
Marchala Pokrychkina est desservie par les rames de la ligne Dzerjinskaïa.

Installations
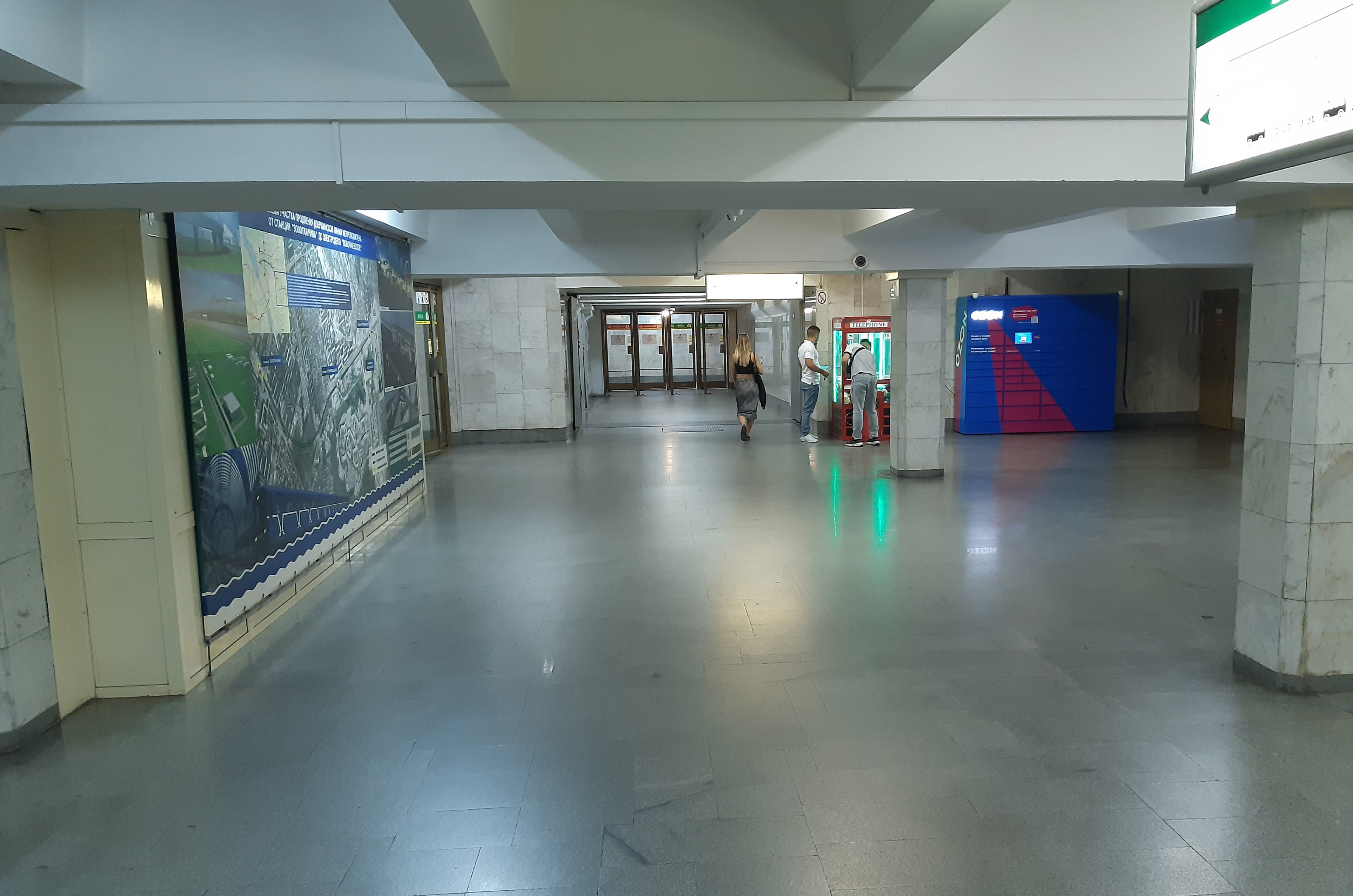
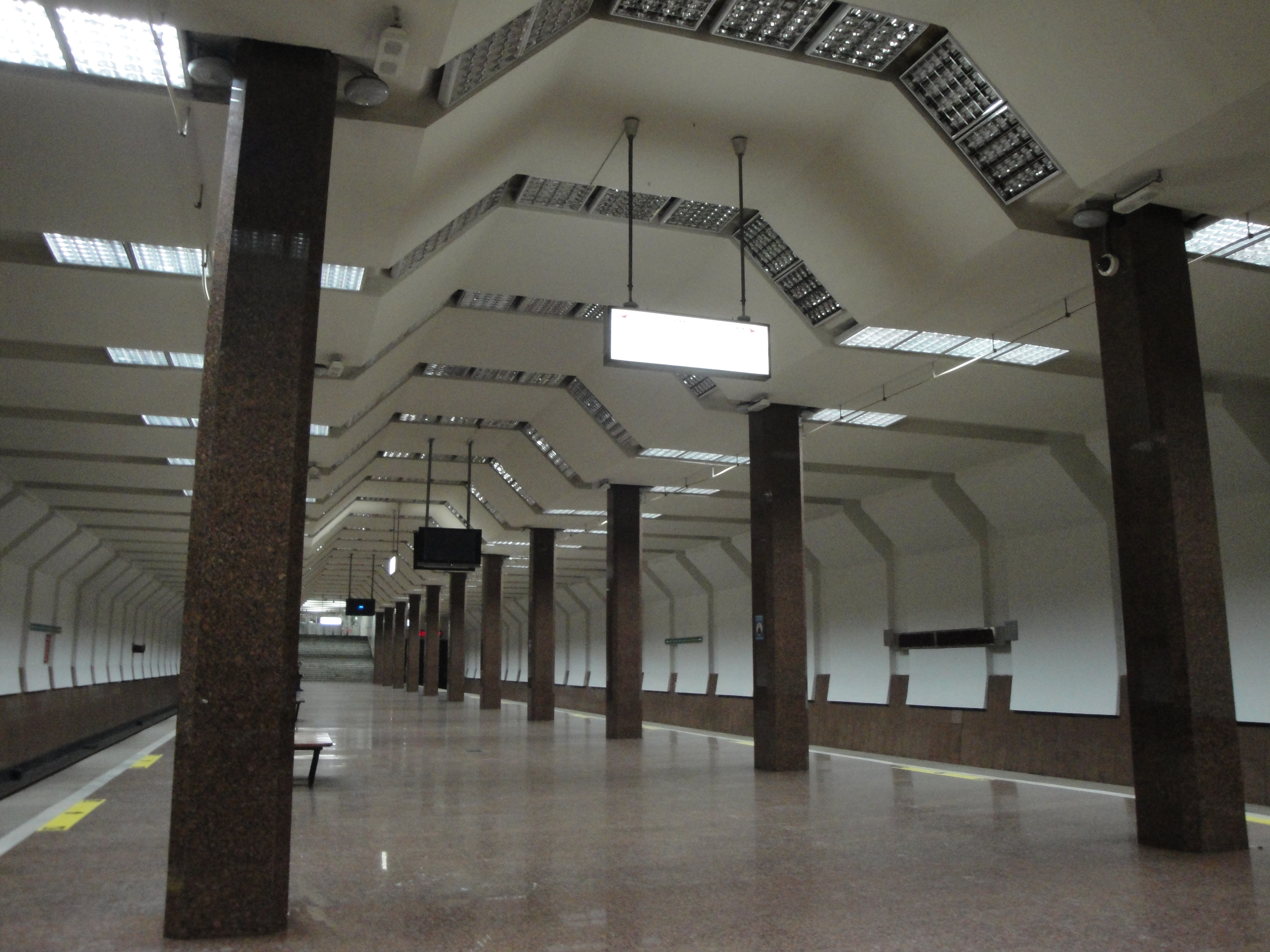
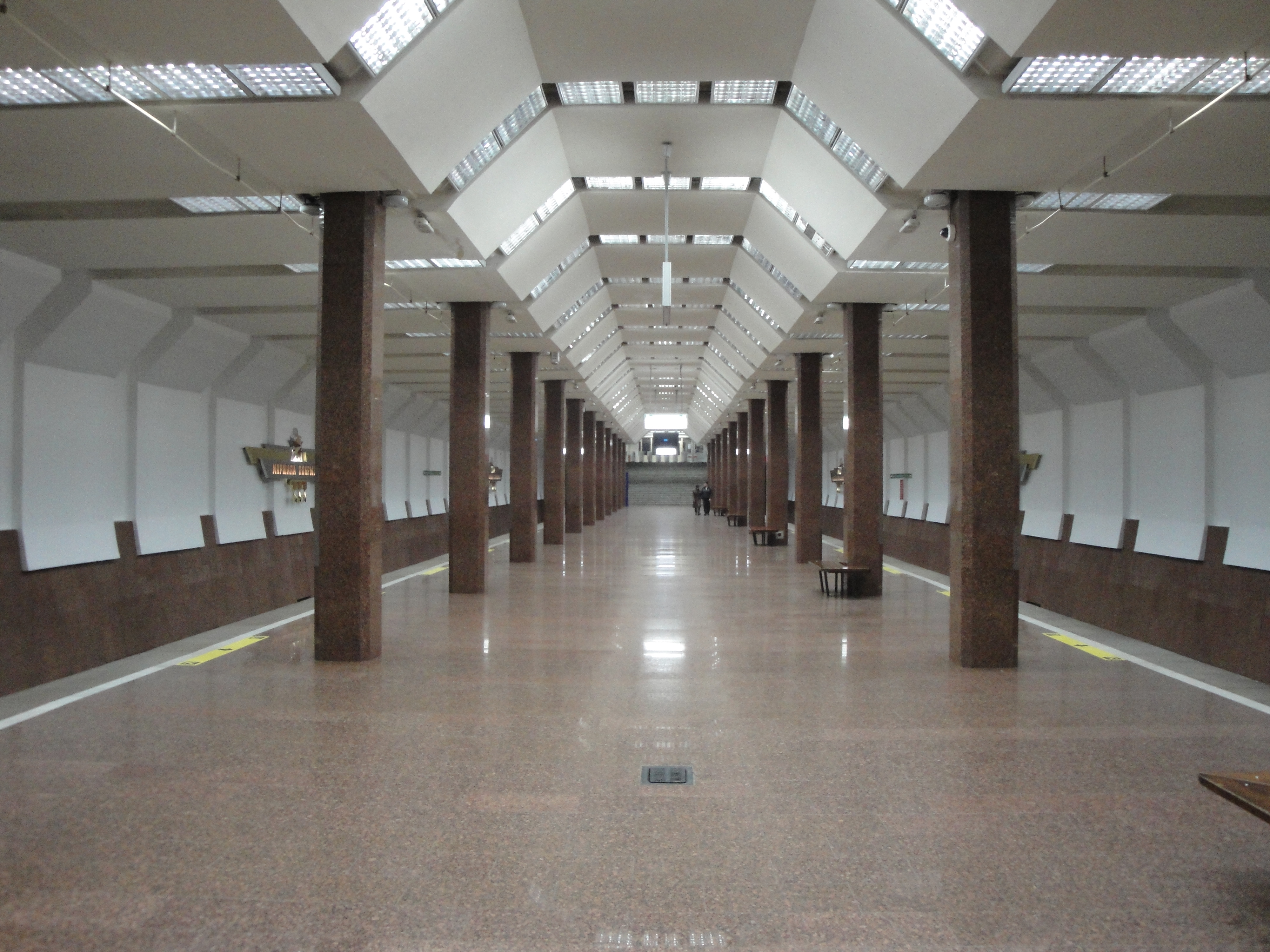